# 大祝鶴
大祝鶴姬（日语：／ Ôhôri Tsuruhime；1526年—1543年），日本戰国時代的人物，通称鹤姬（つるひめ）。伊予国大山祇神社（愛媛縣大三島）的大宮司大祝安用的女兒，大祝安舎和大祝安房为其兄长。

## 出身
原來的大祝氏為伊予河野氏的一門。戰国時代，周防大內氏在中国地方和九州地方的勢力擴大，而在瀬戶内的大祝氏勢力也跟著擴大。大祝氏歷代擔任神職的人從未上過戰場，但當有戰爭發生時會從一族中選出一個人來代理主公出戰。1534年（天文3年）當大內氏侵略之時，哥哥安舎就以代理人的身分出戰並且擊退大内軍。

## 作為海將
1541年（天文10年）大內氏手下的水軍將領白井房胤侵入，於是安房代替成為神職的哥哥安舎以代理人身分出戰。安房與河野氏和來島氏連手迎戰。雖然後來擊退大內軍、但安房本人也因此戰死。同年10月，大內氏再次進攻，於是16歲的鶴姫代替安房以代理人身分出戰並且殺死大內氏的武將小原隆言。
1543年（天文12年）6月，輸過兩次的大內義隆派遣陶隆房的水軍到河野氏的勢力區域中，企圖稱霸瀬戶内海。河野氏和其門下全力迎戰，但被說是鶴姫的左右手和戀人的越智安成也因此戰死。其後鶴姫集結剩下的兵力進行最後的反撃。這次出其不意的奇襲使大內軍戰敗，鶴姫獲勝。
其後傳說鶴姫在戰後因為想念哥哥和戀人，而於18歳時自殺（鶴姫傳説）。辭世詩為「わが恋は 三島の浦の うつせ貝 むなしくなりて 名をぞわづらふ」。
疑似鶴姫所穿的胴丸目前在大山祇神社展示保存著，也是少數現存日本女性用的胴丸。有一說，胸部部位因為為女性設計而較為鼓脹。
現在每年會舉辦以現在的風格安排演出鶴姫的一生的鶴姬祭。

## 登場作品
電視劇
- 《鶴姬傳奇》（日本電視台年末時代劇特別版、1993年、鶴姫：後藤久美子）

小説
- 《鶴姫》 - 阿久根治子

漫画
- 《碧のミレニアム》 - 杜野亞希
- 《海鶴》 - 森秀樹
- 《海鈴的貞德 ～TSURUHIME》～ - 菊井風見子 なかよしラブリー（以阿久根的小說為原作）

音樂劇
- 《鶴姫傳説-瀨戶内的貞德》

電玩遊戲
- 戰国BASARA3
- 信喵之野望
- 鬼武者Soul